# Seekadett
Seekadett (fr: cadet (officier) naval / cadet de la marine) est un grade militaire de la Deutsche Marine (Bundeswehr) et des anciennes forces navales germanophones.

## Bundeswehr
Seekadett (abrégée SKad ou SK) est un grade militaire de la Deutsche Bundeswehr aux personnes en uniforme de la marine allemande.

### Rang
Seekadett est le grade d'entrée de carrière d'élève-officier. Selon la classe de salaire, il est équivalent à l'Unteroffizier ohne Portepee (en) et Unteroffizier de Heer ou de la Luftwaffe.
Il est également classé comme OR-5 dans l'OTAN, équivalent à sergent technique, sergent ou maître de 2e classe dans les forces armées américaines.
Dans le contexte de la marine, les sous-officiers de ce rang ont été officiellement adressés comme Herr / Frau Seekadett abrégé Seekadett.
Le nom équivalent dans la Heer ou la Luftwaffe est Fahnenjunker. Seekadett se compare également à Fahnenjunker en ce qui concerne l'autorité de commandement, de promotion et de paiement.
- OR-5a: Obermaat / Heer and Luftwaffe Stabsunteroffizier (en)
- OR-5b: Seekadett / Fahnenjunker
- OR-5c: Maat / Unteroffizier

Remarque
L'abréviation "OR" (pour "other ranks") signifie "Autres grades / fr: sous-officiers et militaires du rang / ru: другие ранги, кроме офицероф"!

### Insigne de rang

Matelot OA (OR / 1) / avec étoile nautique

La carrière d'un candidat officier est indiquée avec une étoile nautique dorée sur la bandoulière et la manche de la Deutsche Marine, et une fine corde d'argent sur la bandoulière de la Heer et de la Luftwaffe.
L'insigne de grade de Seekadett se compose d'un insigne de manche et de bretelles. Les insignes de manches sont sur les bras et forment deux angles opposés ouverts, montrant (par points) vers le haut et vers le bas. Les bretelles sont bordées d'une tresse dorée ouverte à la couture de la manche.
Au-dessous du grade le plus bas désigné « Seekadett », tout militaire affecté à une carrière d'officier doit porter en plus du grade particulier les deux lettres majuscules « OA », indiquant la carrière «aspirant officier». L'étoile nautique symbolise la carrière " OA ".
| Depuis 1956  |                                   |                                  |                                           |                                              |                                  |                                            | German Navy                               | German Navy                      | German Navy                      | German Navy                      |
| ------------ | --------------------------------- | -------------------------------- | ----------------------------------------- | -------------------------------------------- | -------------------------------- | ------------------------------------------ | ----------------------------------------- | -------------------------------- | -------------------------------- | -------------------------------- |
|              |                                   |                                  |                                           |                                              |                                  |                                            |                                           |                                  |                                  |                                  |
|              |                                   |                                  |                                           |                                              |                                  |                                            |                                           |                                  |                                  |                                  |
| Distinction  | Oberfähnrich (Sergent-chef cadet) | Fähnrich (Sergent cadet)         | Fahnenjunker (Officer cadet grade sénior) | Oberfähnrich (Cadet supérieur de l'aviation) | Fähnrich (Cadet de l'aviation)   | Fahnenjunker (Officier cadet grade sénior) | Oberfähnrich zur See (Aspirant supérieur) | Fähnrich zur See (Aspirant)      | Seekadett (Cadet naval)          |                                  |
| Code de rang | (OR-7)                            | (OR-6)                           | (OR-5)                                    | (OR-7)                                       | (OR-6)                           | (OR-5)                                     | (OR-7)                                    | (OR-6)                           | (OR-5)                           | (OR-5)                           |
| NATO         | Sergent                           | Sergent                          | Sergent                                   | Midshipman                                   | Midshipman                       | Midshipman                                 | Midshipman                                | Midshipman                       |                                  |                                  |
| USAF         | Cadets de l'aviation ou Adjudant  | Cadets de l'aviation ou Adjudant | Cadets de l'aviation ou Adjudant          | Cadets de l'aviation ou Adjudant             | Cadets de l'aviation ou Adjudant | Cadets de l'aviation ou Adjudant           | Cadets de l'aviation ou Adjudant          | Cadets de l'aviation ou Adjudant | Cadets de l'aviation ou Adjudant | Cadets de l'aviation ou Adjudant |
| RAF          | Officier pilote intérimaire       | Officier pilote intérimaire      | Officier pilote intérimaire               | Officier pilote intérimaire                  | Officier pilote intérimaire      | Officier pilote intérimaire                | Officier pilote intérimaire               | Officier pilote intérimaire      | Officier pilote intérimaire      | Officier pilote intérimaire      |

### Formation et carrière
Les élèves-officiers de la Deutsche Marine commencent leur formation à l'académie navale de Mürwik à Flensburg-Mürwik. Après environ un an, ils sont promus Seekadetten, l'équivalent du grade Maate (sous-officier allemand), avant de passer à l'Université des Forces armées fédérales allemandes. Environ neuf mois plus tard, ils sont promus au grade de Fähnrich zur See, équivalent au grade de NCO Boatswain. Après trente mois de formation au total, ils sont promus au grade de candidat officier final, Oberfähnrich zur See (en), équivalent au grade de NCO Hauptbootsmann, et après environ quatre années de formation complète avec un baccalauréat.